# Pierre Roques
Pierre Auguste Roques (Marseillan (Hérault), 1856. december 28. - Saint-Cloud, 1920. február 26.) francia tábornok volt. Az első világháborút megelőző időszakban jelentős szerepe volt a Francia Légierő fejlesztésében. A háború folyamán előbb csapatszolgálatot látott el, majd kinevezték hadügyminiszterré.

## Élete

### Származása és korai pályafutása
Pierre Auguste Roques 1856. december 28-án született Marseille-ben. Az École Polytechnique-ben folytatott mérnöki tanulmányai után belépett a Francia Hadseregbe, ahol gyors előmenetelben részesült. Első gyarmati szolgálatát Algériában töltötte. 1897 és 1905 között ezredesi rendfokozatban a Madagaszkárban folyó vasútépítési munkálatok vezetését látta el. 1906-ban dandártábornokká léptették elő, 1910-ben pedig a Francia Légierő felügyeletével bízták meg. Kétéves tevékenysége során sokat tett a légierő fejlesztése érdekében.

### Az első világháborúban

#### Csapatszolgálatban
Az első világháború kitörésekor Roques a 4. hadsereg 12. hadtestének parancsnoki teendőit látta el. A 4. hadsereg feladata háború esetén egy, a Német Birodalom elleni offenzíva végrehajtása lett volna. Ennek megfelelően a hadsereg 1914. augusztus 22-én Neufchâteau védelmének érdekében támadást indított az Ardennekben. A 12. hadtest feladata a támadás végrehajtó gyarmati hadtest támogatása lett volna. Erre azonban nem került sor, mivel a gyarmati hadtestet a német haderő bekerítette és legyőzte Rossignolnál. Roques megállította csapatai előrenyomulását, ez azonban védtelenül hagyta hadtestének bal szárnyát és a bekövetkező német ellentámadás számos francia áldozattal járt. Augusztus 24-én a 4. hadsereg visszavonult az Ardennekből.

#### Hadügyminiszterként
1915 januárjában Roques átvette az 1. hadsereg parancsnoki teendőit, 1916 márciusában pedig kinevezték hadügyminiszterré. Joseph Joffre barátjaként és bajtársaként hamarosan érintett lett a közte és a Maurice Sarrail tábornok között kialakult konfliktusban. Utóbbi a szövetséges kelet-balkáni haderő parancsnoka volt Szalonikiben. 1916 októberében Joffre megbízta Roques-ot Sarrail haderejének vizsgálatával, mivel problémák adódtak a kelet-balkáni haderő hatékonyságával és a szövetséges vezetők le akarták váltani a francia tábornokot. Roques azonban Joffre várakozásával ellentétben pozitív jelentést tett Sarrail-ról. A képviselőház baloldali politikusai azzal vádolták meg Joffre-t, hogy csapatokat és felszerelést tart vissza a baloldali beállítottságú Sarrail-tól. Ennek, valamint a francia és a szövetséges csapatok gyenge teljesítményének hatására Aristide Briand miniszterelnök leváltotta Joffre-t a főparancsnoki tisztségről.
Haragjában Briand decemberben leváltotta Roques-ot is a hadügyminiszteri pozícióról. Ezt követően Roques előbb a 4. hadsereg parancsnoka lett, majd 1917 júliusától 1919 februárjáig egyéb, technikai tisztségeket látott el. 1919 márciusában nyugállományba vonult. 1920. február 26-án hunyt el Saint-Cloud-ban. Földi maradványait a párizsi Invalidusok dómjában helyezték el.